# Економіка Гондурасу
Гондурас — г.ч. аграрна країна, одна з найменш розвинених країн в західній півкулі. Основні галузі промисловості: текстильна, цукрова, харчова, нафтопереробна, паперова. У 1994 в обробній промисловості було зайнято бл. 10% економічно активного населення; на її частку припадало 22% ВВП, а в 1995 — 30%. Внутрішній транспортт г.ч. автомобільний та морський, меншою мірою — залізничний. У містах Тегусігальпа, Ла-Сейба і Сан-Педро-Сула є міжнародні аеропорти. Ла-Сейба — порт на Карибському морі; інший важливий порт — Пуерто-Кортес, через який проходить основний обсяг зовнішньої торгівлі. Єдиний порт на Тихому океані — Амапала. У 1979 в затоці Фонсека був побудований порт Лоренцо, а в 1980 — порт Пуерто-Кастилья на Карибському узбережжі.

## Історія

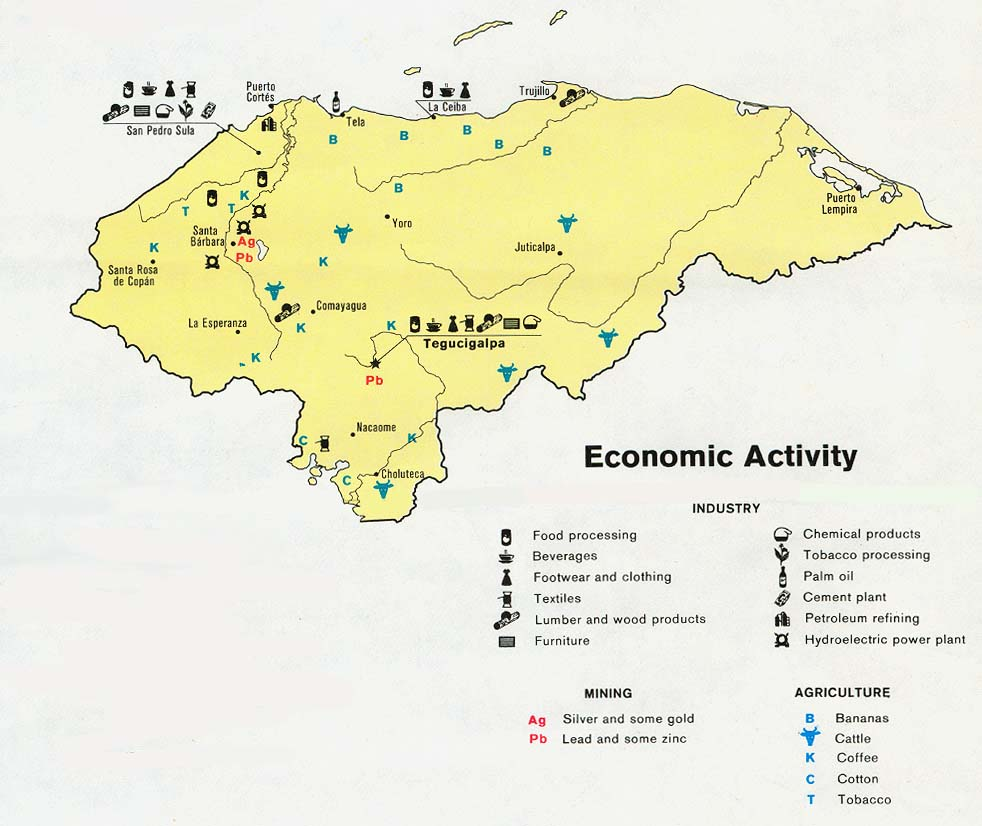
Економічна карта Гондурасу,1983

Традиційно в Гондурасі співіснують два типи економіки; один з них характерний для районів колоніального заселення в межах центрального нагір'я, інший — для карибського узбережжя, де американські бананові компанії створили власні анклави навколо експортних плантацій. У районах плантаційного землеробства американські компанії використовують найсучасніші методи виробництва, а для обслуговування плантацій і вивозу продукції вони побудували мережу доріг. Нагір'я залишається ізольованим і інертним в економічних відносинах. Основу економіки центральних гірських районів складає гірничодобувна промисловість і натуральне сільське господарство; великі маєтки, існуючи тут з колоніальної епохи, спеціалізуються переважно на скотарстві.
У минулому уряд звичайно не втручався в економіку, іноземним компаніям надавалася повна свобода дій, а іноді і щедрі концесії. В середині ХХ ст. уряд звернув пильнішу увагу на економіку, впритул зайнявшись стимулюванням економічного розвитку і модернізацією. Зокрема, з метою надання фінансовою допомоги підприємцям був організований національний банк розвитку. У 1960-і роки уряд розгорнув програму громадських робіт і поліпшення системи охорони здоров'я та народної освіти. З 1962 та 1975 було здійснено дві програми аграрних реформ, які сприяли освоєнню сільськогосподарських земель шляхом створення селянських кооперативів. Великі землевласники і їх союзники з військових активно протидіяли реформам.
У 1960-і роки уряд отримував фінансову допомогу від США в рамках програми «Союз ради прогресу»; ці кошти вкладалися в будівництво електростанцій і доріг, в народну освіту і охорону здоров'я. У цей період сільське господарство ставало різноманітнішим, і відбувалося розширення мережі дрібних підприємств обробної промисловості. Результатом такої економічної політики було зростання ВВП в 1960-і роки на 5% щорічно. На початку 1970-х років економічне зростання сповільнилося, що обумовлене війною з Сальвадором (1969) і наслідками катастрофічного урагану 1974; до 1975 зростання ВВП припинилося. Однак економіку вдалося відновити, і за період 1976–1980 середній приріст ВВП становив 8%. На початку 1980-х років, однак, Гондурас відчув на собі вплив загальної для всіх країн Центральної Америки депресії, викликаної високими цінами на товари, що імпортуються, низькими цінами на каву і банани на світових ринках, а також політичною нестабільністю в регіоні. Обсяг виробництва в сільському господарстві скорочувався, значні капітали були вивезені за кордон, середній національний прибуток на душу населення впав на 12%. У 1990-і роки економічне зростання відбувалося надто нерівномірно. У новостворених зонах вільної торгівлі в районі Сан-Педро-Сула різко розширилися трудомісткі виробництва, що вимагають малокваліфікованої і низькооплачуваної робочої сили. У 1996 79% населення знаходилося за офіційно встановленою межею бідності.
За даними [Index of Economic Freedom, The Heritage Foundation, U.S.A., 2001]: ВВП — $ 4,5 млрд. Темп зростання ВВП — 3%. ВВП на душу населення — $ 722. Прямі закордонні інвестиції — $ 49 млн. Імпорт (сировина і продукти харчування) — $ 1,9 млрд (г.ч. США — 60%; Ґватемала — 5,1%). Експорт (банани, кава, м'ясо, метал та ін.) — $ 1,7 млрд (г.ч. США — 73,9%; Японія — 4%). На межі ХХ-XXI ст. на частку бананів припадає біля чверті всіх експортних надходжень до бюджету Гондурасу. Іншими важливими статтями експорту є кава, деревина, морепродукти і готовий одяг.

## Промисловість
У промисловому відношенні Гондурас залишається найменше розвиненою країною Центральної Америки. У 1994 в обробній промисловості було зайнято бл. 10% економічно активного населення; на її частку доводилося 22% ВВП, а в 1995 — 30%.

## Енергетика
Північне узбережжя забезпечене електроенергією за рахунок бананових компаній, інша частина країни забезпечена електроенергією нерівномірно, і вартість її дуже висока. У 1994 загальна потужність ГЕС в Гондурасі становила 140 000 кВт, тобто менше половини загальної потужності електростанцій країни, яка в 1995 досягла 605 900 кВт.

## Сільське господарство
Сільське господарство відіграє основну роль в економіці Гондурасу, на частку якого припадає приблизно 25% прибутку країни і бл. 2/3 робочої сили (на 1995). Гористість рельєфу обумовлює придатність лише 25% площі країни для землеробства. У 1900 американським фруктовим компаніям були надані великі земельні концесії для створення бананових плантацій на родючому карибському узбережжі. Цей район мав хороше сполучення з південними портами США, що висунуло його на 2-е місце у світі по експорту бананів. На початку 1930-х років банани становили 70-80% експорту Гондурасу. Після 1930 виробництво бананів знизилося. З 1963 бананові компанії стали збільшувати виробництво і в доповнення до бананів розводити інші культури — олійну пальму, коноплі і ананаси, кавові плантації. Кукурудза вирощується для експорту в Сальвадор і для задоволення внутрішніх потреб. З інших товарних культур потрібно відмітити просо, боби, рис, цукрову тростину і тютюн. В горах і низинах розвинуте скотарство. Біля моря — рибальство. Руйнівні урагани (1974 та ін.) завдають великих втрат господарству.